# Шахмагонов, Фёдор Фёдорович
Фёдор Фёдорович Шахмагонов (16 июня 1923, Калуга — 20 сентября 2014, Льеж, Валлония) — советский и русский писатель, журналист и кинодраматург.

## Биография
Родился в семье учёного-физика, математика Фёдора Мефодьевича Шахмагонова, основателя частного реального училища, который на свои средства построил Частное реальное училище, где за свой счёт учил одарённых детей, за что был пожалован Николаем II дворянством.
Участник Великой Отечественной войны.
Окончил исторический факультет МГУ, в 1943 году Литературный институт имени Максима Горького и в 1947 году Высшую дипломатическую школу при МИД СССР. Член ВКП(б) с 1947 года.
В течение 10 лет (1951—1960) служил литературным секретарём у Михаила Шолохова, участвовал в подготовке сценариев для экранизаций произведений последнего. Автор сценария (вместе с Лукиным) фильма «Судьба человека». Лауреат премии Московского международного кинофестиваля (1959).
Автор остро-социальных романов и повестей «Тихие затоны», «Лихова Пустынь», «Резонанс», «Хранить вечно», «Найти воскресшего», «Рыдай», «Тики-Тики Львиное Сердце», «Адъютант Пилсудского», «Остри свой меч» и других, посвященных проблемам советской деревни, жизни рабочих, интеллигенции, подвигам разведчиков. Член Союза писателей СССР с 1966 года. Автор исторического романа «Ликуя и скорбя», посвящённого Куликовской битве.
В 1980 году был удостоен Литературной премии КГБ СССР.
Последние годы проживал в Бельгии у дочери и тяжело болел, но успел окончить два романа об Иване Грозном.
Умер 20 сентября 2014 года в городе Льеже и похоронен на кладбище Робермонт.

## Фильмография
- 1959 — Судьба человека
- 1959 / 61 — Поднятая целина
- 1972 — Меченый атом

## Семья
Был трижды женат. От первой жены сын, полковник в отставке, писатель Николай Фёдорович Шахмагонов.
Внучка — Александра Николаевна Шахмагонова — пошла по стопам деда, окончив Литературный институт имени Максима Горького. Автор сборников рассказов и повестей «Гармония любви» и «Крещенский дождь», а также книг «Матильда Кшесинская и драмы русских балерин», «Актрисы старой России. От Асенковой до Комиссаржевской», «Любовные драмы русских принцесс. От внучек Екатерины Второй до сестёр Николая Второго», «Любовные драмы русских балерин. От Авдотьи Истоминой до Анны Павловой».